# Poecile
A Poecile a madarak osztályának verébalakúak (Passeriformes) rendjébe és a cinegefélék (Paridae) családjába tartozó nem. Egyes szakértők a Parus nembe sorolják az ide tartozó fajokat is.

## Rendszerezésük
A nemet Johann Jakob Kaup írta le  1829-ben, az alábbi fajok tartoznak ide:
- tibeti cinege (Poecile superciliosus)
- füstös cinege (Poecile lugubris)
- Dávid-cinege (Poecile davidi)
- barátcinege (Poecile palustris)
- kaszpi cinege (Poecile hyrcanus)[1]
- feketetorkú cinege (Poecile hypermelaenus)
- kormosfejű cinege (Poecile montanus)
- szecsuáni cinege (Poecile weigoldicus)
- lappföldi cinege (Poecile cinctus)
- Hudson-cinege (Poecile hudsonicus)
- vöröshátú cinege (Poecile rufescens)
- kanadai cinege (Poecile atricapillus)
- karolinai cinege (Poecile carolinensis)
- Gambel-cinege (Poecile gambeli)
- szürkevállú cinege (Poecile sclateri)

Egyes rendszerek szerint a tarka cinege is ide tartozik (Poecile varius) néven, de általában ezt a fajt egy másik nembe a Sittiparus nembe sorolják  Sittiparus varius néven.